# Крупський Кирило Кирилович
Кирило Кирилович Крупський рос. Кирилл Кириллович Крупский (*1811 р. — †8 травня 1896 р., Петербург) — перший магістр теологічних наук, найстарший законоучитель Військового Відомства Російської імперії (Кавалерійських Юнкерів Миколаївської Академії Генерального штабу та Школи Гвардійських Підпрапорщиків), капелан, священник Російської Православної Церкви, протоієрей.

## Життєпис
- В 1811 р. народження[1].
- Вчився в Подільській духовній семінарії[2] у Кам'янець-подільській єпархії[3] (нині — Україна).
- У 1837 р. — він закінчив увесь курс навчання Санкт-петербурзької духовної академії й став першим магістром богословських наук.
- З 1 вересня 1837 р. — зайняв викладацьку кафедру філософії в Санкт-петербурзькій духовній академії.
- 24 лютого 1842 р. — рукоположенный у Священний сан у Санкт-петербурзькій єпархії. Служив у храмі «Зшестя Святого Духа». Був призначений вчителем Закону Божого в Школі Гвардійських Підпрапорщиків, пізніше перейменованої у Миколаївське кавалерійське училище, і обіймав цю посаду більш як 50-ь років, до моменту смерті.
- 8 травня 1896 г. — він помер, похований на Митрофановському цвинтарі[4].

Є батьком Крупського Олександра Кириловича